# Hermann Bahr

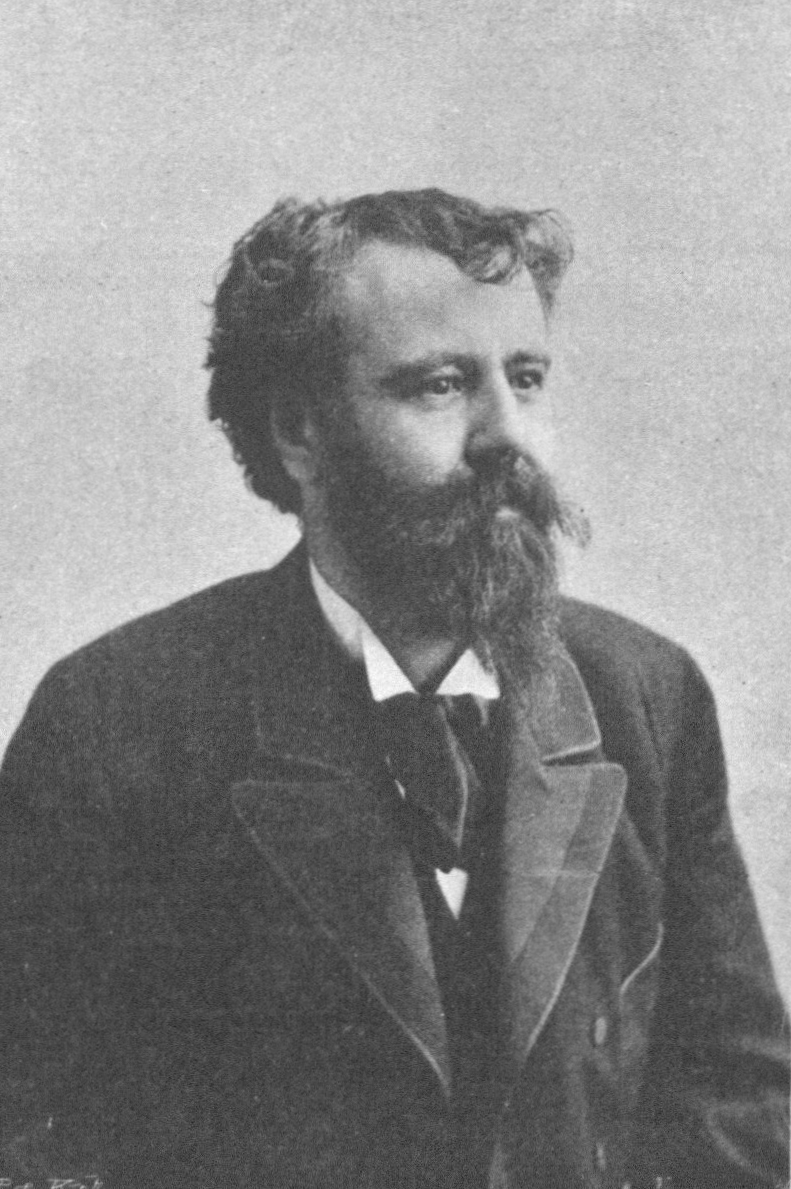
Hermann Bahr (1900)

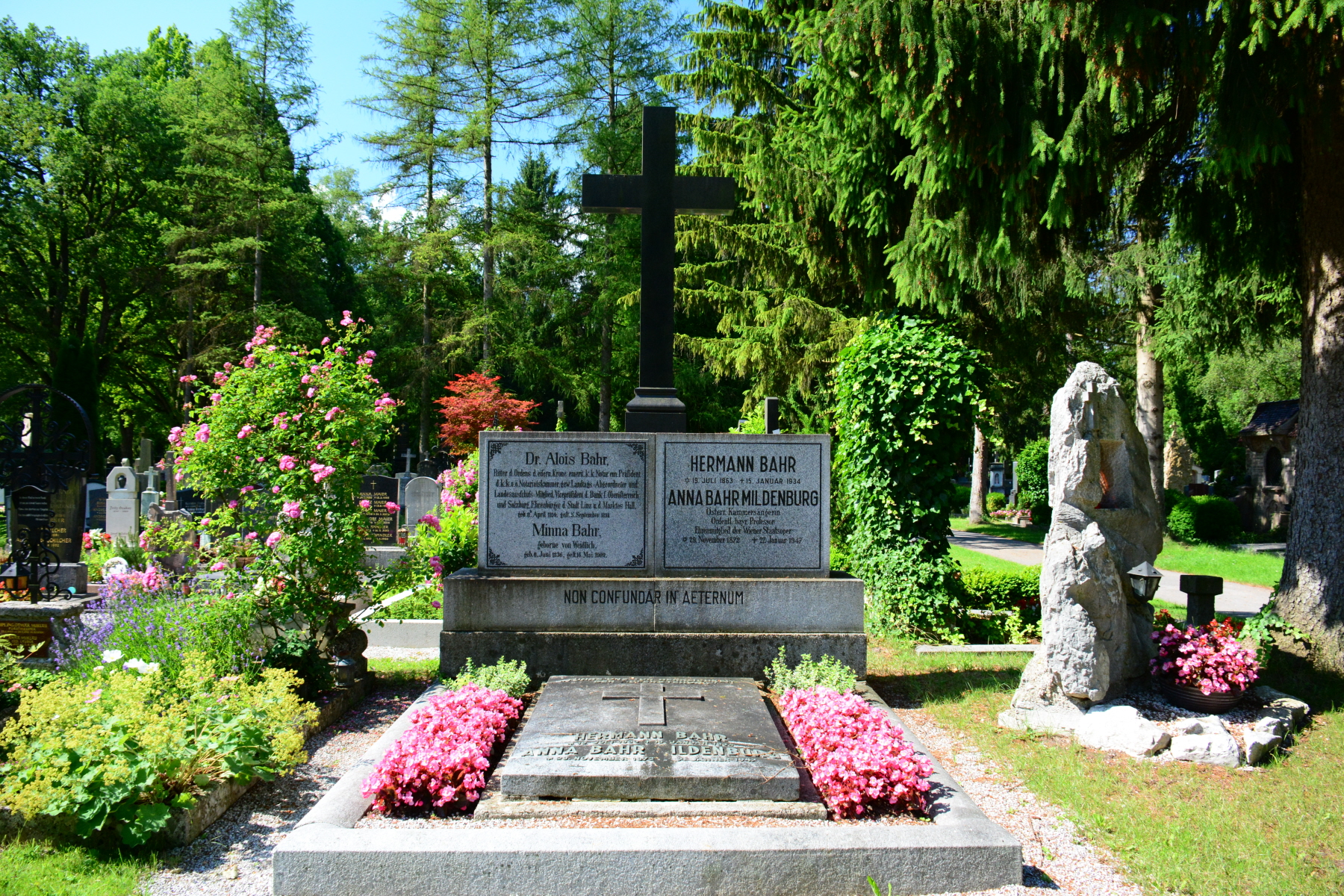
Rodinný hrob na komunálním hřbitově v Salcburku

Hermann Bahr (19. července 1863, Linec – 15. ledna 1934 Mnichov) byl rakouský spisovatel, novinář, dramatik, divadelní a literární kritik.

## Život
Hermann Bahr se narodil v rodině právníka a poslance Aloise Bahra. Navštěvoval akademické gymnázium v Linci a benediktinskou školu v Salcburku. Po přestěhování do Vídně studoval klasickou filologii, filozofii, právo a ekonomiku. Ve Vídni vytvořil skupinu Mladá Vídeň, jejímiž členy byli mladí básníci a spisovatelé. Skupina využívala k šíření svých děl a názorů Bahrův týdeník Die Zeit (vycházel od roku 1894 do roku 1904).
V letech 1906–1907 byl režisérem v Deutsches Theater v Berlíně. V roce 1918 působil krátce jako dramaturg v Burgtheater ve Vídni. V období 1907 až 1932 přispíval do různých německých novin a časopisů svými literárními kritikami a články o umění, mj. do Berliner Tageblatt, Frankfurter Zeitung, aj.
Během života napsal téměř 40 divadelních her a řadu románů a publikací.
Byl dvakrát ženatý, s první manželkou Rosou Joklovou se rozvedl v roce 1909, druhou manželkou byla wagnerovská pěvkyně Anna Mildenburgová. Od roku 1912 žil v Salcburku. V roce 1922 se s manželkou přestěhovali do Mnichova, kde strávil závěr života. Je pochován v rakouském Salcburku.

## Citát
Přítel nás Čechů i přítel můj… Tak náhle a prudce oblíbil si i mne. Přijel z jara roku 1906 náhodou do Prahy, kde vlastně dotud nikdy nebyl a kde měl teď schůzku s Maxem Reinhardtem; zapadl večer do Národního divadla na představení Julia Caesara, jejž jsem právě s velikou okázalostí vypravil, a svým zájmem a svými sympatiemi hned se do mne i do našeho divadla zahryzl. Psal o svých pražských dojmech, horoval o nás, kam jen přišel… 
Jaroslav Kvapil 

## Výběr z díla

### Divadelní hry
- 1909 Koncert
- 1911 Děti
- 1912 Princip

Na jevištích předních českých divadel se v minulosti opakovaně objevovaly jeho divadelní hry, např.:
- 1910 Koncert, Divadlo na Vinohradech, režie František Hlavatý
- 1910–1911 Děti (Die Kinder), Národní divadlo, režie Jaroslav Kvapil
- 1911 Pavouk, Divadlo na Vinohradech, režie K. H. Hilar
- 1912 Zuzanka, Národní divadlo, režie Jaroslav Kvapil
- 1913 Princip, Divadlo na Vinohradech, režie A. Jiřikovský
- 1934 Koncert, Komorní divadlo, režie František Salzer
- 1943 Žlutý slavík, Divadlo na Vinohradech, režie Karel Konstantin
- 1943 Pavouk, Uranie, režie Aleš Podhorský